# Lesarten des Korans

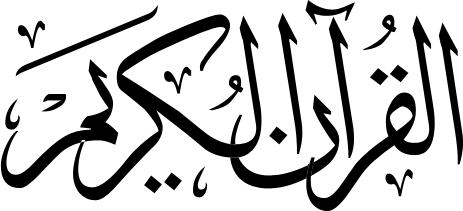
Kalligraphie des Ausdrucks „Heiliger Koran“ auf Arabisch

Die verschiedenen Lesarten des Korans (arabisch قراءات Qirāʾāt) sind Varianten des Korantextes, die sich hauptsächlich in Vokalisation (arabisch تشكيل, DMG Taškīl), Konsonantenverdopplung, Aussprache des Hamza, Buchstaben-Assimilation, Vokalfärbung und -länge, Nasalierung und Pausen unterscheiden. Vereinzelt gibt es aber auch Unterschiede bei den Konsonanten. Ebenso sind inhaltliche Abweichungen festzustellen. Die unterschiedlichen Lesarten des Korans werden vor allem durch eigens dazu ausgebildeten Koranlesern gepflegt.
Die Auslegung des Korans hingegen wird als Koranexegese bezeichnet.

## Geschichte
In den fünf frühislamischen Zentren Mekka, Medina, Kufa, Basra und Syrien bestanden lokale Schulen der Koranlesung mit unterschiedlichen Lesarten und Korankodizes wie demjenigen von ʿAbdallāh ibn Masʿūd in Kufa, demjenigen von Abū Mūsā al-Aschʿarī in Basra und demjenigen von Ubaiy ibn Kaʿb in Syrien. Die Erstellung eines offiziellen Korantextes durch ʿUthmān ibn ʿAffān führte zu einer gewissen Vereinheitlichung, doch wurden die anderen Korankodizes noch weiter als Grundlage für die Koranrezitation benutzt. Unterschiede in der Lesung ergaben sich außerdem dadurch, dass der Korantext zu Anfang nur als Konsonantentext aufgezeichnet wurde. Die frühen Koranexemplare hatten keine Kennzeichnung der Vokale. Darüber hinaus gibt es viele Stellen, an denen auch das Konsonantengerüst nicht eindeutig war. Erst die Einführung diakritischer Zeichen bei Buchstaben mit ähnlichem Aussehen – auf eine Initiative des umayyadischen Statthalters al-Haddschādsch ibn Yūsuf hin – räumte die meisten Mehrdeutigkeiten beim Konsonantengerüst aus. Die Ambivalenzen bei den Vokalen, die zum Teil auch andere inhaltliche Interpretationen zur Folge hatten, blieben jedoch bestehen.
Zu den bekannten Muslimen der ersten Generationen, die als Koranleser tätig waren und zum Teil auch mit eigenen Lesarten hervortraten, gehörten: Abū Huraira, ʿUrwa ibn az-Zubair, Muhammad al-Bāqir, Zaid ibn ʿAlī und Dschaʿfar as-Sādiq in Medina, ʿAbdallāh ibn ʿAbbās und Mudschāhid ibn Dschabr in Mekka, al-Hasan al-Basrī und Qatāda ibn Diʿāma in Basra, al-Aʿmasch in Kufa sowie ʿAtīya ibn Qais in Syrien. Von Letzterem heißt es, dass er in Damaskus noch vor der arabischen Eroberung auf den Stufen der Johanneskirche saß und aus einem Koranexemplar vorlas, damit seine Zuhörer anhanddessen ihre eigenen Exemplare korrigieren konnten. Zu einer Festlegung von kanonischen Lesarten kam es erst im frühen 10. Jahrhundert. Hierbei spielte der Bagdader Koran-Gelehrte Ibn Mudschāhid (st. 936) die entscheidende Rolle.

## Die kanonischen und die abweichenden Lesarten
Die sunnitisch-islamische Tradition geht von zehn verschiedenen zulässigen Lesarten (arabisch أحرف, DMG Aḥruf) in mehreren Überlieferungen aus. ʾAbū ʿAmr ad-Dānī reduzierte die Anzahl der Überlieferungen der Einfachheit halber in seinem Werk at-taysīr auf zwei Überlieferungen je Lesart, diesem Vorbild folgte dann aš-Šāṭibī in seinem Lehrgedicht ḥirz al-ʾamānī wa waǧh at-tahānī, das bald zum Standardwerk für die sieben Lesarten wurde. Ibn Mudschahid dokumentierte sieben Lesarten, andere Autoren wie Ibn ʾAbī Maryam, ʾAbū Maʿšar aṭ-Ṭabarī  und Ibn al-Dschazarī fügten drei weitere hinzu:
1. Nāfiʿ aus Medina (689–785 n. Chr.), überliefert von Warš (728–813 n. Chr.) und Qālūn (738–835 n. Chr.)
2. Ibn Kaṯīr aus Mekka (665–738 n. Chr.), überliefert von Al-Bazzī (786–864 n. Chr.) und Qunbul († 811–904 n. Chr.)
3. Ibn ʿĀmir aus Damaskus (629–736 n. Chr.), überliefert von Hišām (770–859 n. Chr.) und Ibn Ḏakwān (789–856 n. Chr.)
4. Abū ʿAmr aus Basra (687–771 n. Chr.), überliefert von ad-Dūrī († 860 n. Chr.) und as-Sūsī (etwa 806–875 n. Chr.)
5. ʿĀṣim aus Kufa († 745 n. Chr.), überliefert von Šuʿba (714–803 n. Chr.) und Ḥafṣ ibn Sulaimān (709–796 n. Chr.)
6. Ḥamza aus Kufa (699–755 n. Chr.), überliefert von Ḫalaf († 844 n. Chr.) und Ḫallād
7. Al-Kisāʾī aus Kufa (737–804 n. Chr.), überliefert von Abu-l-Ḥāriṯ († 854 n. Chr.) und Ḥafṣ ad-Dūrī († 763 n. Chr.)
8. Abu Ǧaʿfar aus Medina († 748 n. Chr.), überliefert von Ibn Wardān († 777 n. Chr.) und Ibn Ǧammāz († 786 n. Chr.)
9. Yaʿqūb aus Basra († 820 n. Chr.), überliefert von Ruwais († 852 n. Chr.) und Rawḥ († 849 n. Chr.)
10. Ḫalaf aus Kufa, überliefert von Isḥāq († 899 n. Chr.) und Idrīs († 905 n. Chr.)

Die Lesart nach Ḥafṣ ibn Sulaimān findet heute Verwendung im größten Teil der islamischen Welt, so im gesamten Nahen Osten, Pakistan, Indien und der Türkei. Nach Warš wird der Koran in Nordafrika gelesen; nach ad-Dūrī in Teilen Sudans.
Diese Lesearten erfüllen allesamt die Voraussetzungen, um als Korantext anerkannt zu werden:
- Sie sind nach den Grundlagen der Arabischen Sprache korrekt.
- Sie basieren auf dem Koran, den Uthman ibn Affan zusammenstellte.
- Ihre Überlieferung erfolgte über sehr große Gruppen von Personen.

Es gibt fünf Qirāʾāt, die diese Bedingungen nicht erfüllen; diese werden als „abweichend“ شاذة / šāḏḏa bezeichnet und gehen zurück auf:
1. al-Hasan al-Basrī (gest. 642–728 n. Chr.)
2. Ibn Muḥaiṣin (gest. 741 n. Chr.)
3. Yaḥyā ibn al-Mubārak al-Yazīdī (gest. 817 n. Chr.)
4. Sulaimān ibn Mihrān al-Aʿmasch (gest. 765 n. Chr.)
5. Abdullah Ibn Masūd (gest. 652 n. Chr.)

## Weblink
- Qiraa’aat Warsch & Hafs